# Lachneophysis foveolata
Lachneophysis foveolata là một loài bọ cánh cứng trong họ Cerambycidae.